# Gonioscelis hispidus
Gonioscelis hispidus är en tvåvingeart som först beskrevs av Christian Rudolph Wilhelm Wiedemann 1819.  Gonioscelis hispidus ingår i släktet Gonioscelis och familjen rovflugor. Inga underarter finns listade i Catalogue of Life.